# Madison & Locomotion
Madison & Locomotion es el 3º EP de Los Pekenikes y fue publicado en 1962, con la misma formación que el anterior. El EP está dedicado apabullantemente al baile, siendo el sonido básicamente rock and Roll, Twist y Madison, el ritmo que supuestamente desbancaba al del Twist en las modas de la época, convirtiéndose en un EP directamente pensado para los guateques.
El tema "Viento Inca" primer tema propio grabado por el grupo sería retomado en años posteriores en una versión muy diferente "Tren transoceánico a Bucaramanga" en su LP "Ss.Ss.Ss.Q.E.S.M." (1971)
No figura acreditadamente un organista que suena en el primer tema "Hey baby Madison", pero no es descartable que sea el propio Augusto Algueró.
En 2011 se compila este y todos los demás discos EP en sendos CD, estando este título en el llamado Los EPs originales remasterizados Vol. 1 (1961-1963)

## Lista de canciones
| Cara 1 | |          |  |
| N.º    | Título                                                                                             | Duración |  |
| 1.     | «Hey baby Madison» ((Margaret Cobb / Bruce Channel) / Letra en español de Mapel (Augusto Algueró)) | 2:32     |  |
| 2.     | «Locomotion» ((G. Goffin y C. King) / Letra en español de Javier Valdés (Enrique Martín Garea))    | 2:05     |  |

| Cara 2 |                                                                             |          |  |
| N.º    | Título                                                                      | Duración |  |
| 1.     | «Locomotion con twist» (Weinstein, Randazzo / Letra en español de Barberis) | 2:43     |  |
| 2.     | «Viento inca» (I. M. Sequeros, L. Sainz, T. Luz)                            | 3:07     |  |

## Miembros
- Alfonso Sainz - Saxo Tenor
- Lucas Sainz - Guitarra líder
- Ignacio Martín Sequeros - Bajo eléctrico
- José Nieto - Batería
- Tony Luz - Guitarra rítmica
- Junior - Cantante

Otros instrumentos:
- Músico de sesión desconocido: Órgano eléctrico en "Hey baby Madison".
- Coros en "Locomotion" y "Locomotion con twist" no identificados; presumiblemente miembros del grupo.

y además en "Viento Inca"
- Pandereta: No identificado. Presumíblemente José Nieto
- Guitarra española: no identificado. Presumíblemente Tony Luz o Lucas Sainz